# Радка Радева
Радка Радева е българска математичка от Габрово, преподавателка в Техническия университет в града.

## Биография
Родена е в Габрово на 21 ноември 1936 г. Завършила е Априловска гимназия (днес Национална Априловска гимназия) с пълно отличие и е следвала математика в Софийския университет.
Започва своята професионална кариера на математик като преподавател в Априловска гимназия в Габрово. През учебната 1963/1964 г. започва да преподава в катедра „Математика“ във Висшия общотехнически задочен институт в Габрово, който от 1964 г. става самостоятелен Технически университет.
През 1975 г. завършва аспирантура в Ленинградския университет. Научен ръководител на нейната дисертация е акад. Соломон Григориевич Михлин.
До своето пенсиониране доц. Радка Радева преподава висша математика и дескриптивна геометрия на студентите в катедра „Математика“ в ТУ – Габрово.

## Приноси и заслуги
- Включена е през 1982 г. в изданието на Кеймбриджкия институт „Първите 500“ за нейните постижения в математиката, свързани с многомерните сингулярни интегрални уравнения.
- Номинирана е пет пъти за Жена на годината.
- Избрана е за пожизнен член на Световния институт на постиженията.
- През есента на 2009 г. е включена в Залата на славата на Американския биографичен институт в Райли, Северна Каролина, както и номинирана за „Златен медал за България“.
- Включена е в ТОП 100 на планетата за изключителни постижения в областта на науката, изкуството, политиката на ABI. Нейното име фигурира в изданията на ABI „2012 The World Forum“.
- Носител е на орден „Св. св. Кирил и Методий“.

## Любопитно
- Доц. Радка Радева е свирила на цигулка и има нейни музикални композиции. В катедра „Математика“ при ТУ – Габрово е сформиран малък оркестър, в който свири. Композира съвместно с доц. Веселина Терзиева.
- Доц. Радка Радева е съпруга на известния в Габрово математик Вергил Димитров (+ 12 юли 2011), дългогодишен директор на ПМГ – Габрово (1972-1992).